# Universidade do Norte
A Universidade do Norte (em norueguês:  Nord universitet) é uma instituição pública de ensino superior, situada nos condados de Nordland e Trøndelag, no centro-norte da Noruega.
Dispõe de instalações em Bodø (sede), Stokmarknes, Mo i Rana, Sandnessjøen, Nesna, Namsos, Steinkjer, Levanger e Stjørdal. 
Tem cerca de 11 000 estudantes e conta com 1 300 professores e funcionários.
Foi fundada em 2016.

## Faculdades
A Universidade do Norte é composta pelas seguintes faculdades e departamentos:                                                                                                                                

- Faculdade de Ciências da Vida e Aquicultura
- Faculdade de Ciências Sociais
- Faculdade de Formação de Professores e Artes e Cultura
- Faculdade de Enfermagem e Ciências da Saúde
- Escola de Negócios